# Myxarchiclops major
Myxarchiclops major là một loài ruồi trong họ Tachinidae.